# Елвіс вийшов з дому
«Елвіс вийшов з дому» (англ. Elvis Has Left the Building) — комедійний фільм 2004 року.

## Сюжет
Мати маленької Гармоні шаленіла від пісень Елвіса Преслі й володіла власною автомайстернею, тому користуватися розсувним ключем та виделкою дочка навчилася практично одночасно, а Елвіс увійшов до її життя як чарівний невидимий товариш. Але життя біжить, і маленька дівчинка перетворилася на підприємицю, що з успіхом займається косметичним бізнесом, але геть позбавлена щастя в особистому житті. Несподівано там, де з’являється Гармоні, починають відбуватися нещасні випадки з двійниками Елвіса, і за розслідування беруться агенти ФБР. Рятуючись від цього жаху, Гармоні знайомиться з Майлзом, рекламним агентом. Виявляється, що в їхньому житті багато збігів.

## У ролях
| Актор(ка)             | Роль                   |
| --------------------- | ---------------------- |
| Кім Бейсінгер         | Гармоні Джонс          |
| Джон Корбетт          | Майлз Тейлор           |
| Енні Поттс            | Ширл                   |
| Шон Астін             | Аарон                  |
| Майк Старр            | Сел                    |
| Філ Льюїс             | Чарлі                  |
| Деніз Річардс         | Белінда                |
| Філіп Чарльз Маккензі | Даррен Свірл           |
| Девід Ліжер           | Дірка-в-голові Елвіс   |
| Том Генкс             | Поштова скринька Елвіс |
| Джоель Цвік           | Роздавлений Елвіс      |
| Річард Кайнд          | Палаючий Елвіс         |
| Енджі Дікінсон        | Бобетт                 |
| Пет Моріта            | Чоловік у тюрбані      |
| Гіл Маккінні          | молодий Елвіс          |